# Caozhai (köpinghuvudort i Kina, Zhejiang Sheng, lat 29,20, long 119,75)
Caozhai (kinesiska: 曹宅镇) är en köpinghuvudort i Kina. Den ligger i provinsen Zhejiang, i den östra delen av landet, omkring 120 kilometer söder om provinshuvudstaden Hangzhou. Antalet invånare är 34 899. Befolkningen består av 16 853 kvinnor och 18 046 män. Barn under 15 år utgör 1,0 %, vuxna 15-64 år 360 %, och äldre över 65 år 12,0 %.
Runt Caozhai är det ganska tätbefolkat, med 144 invånare per kvadratkilometer. Närmaste större samhälle är Jinhua, 15,0 km sydväst om Caozhai. Trakten runt Caozhai består till största delen av jordbruksmark.
Genomsnittlig årsnederbörd är 2 196 millimeter. Den regnigaste månaden är juni, med i genomsnitt 436 mm nederbörd, och den torraste är januari, med 75 mm nederbörd.